# Comunidad General Enrique Rodríguez El Campamento
Comunidad General Enrique Rodríguez El Campamento är en ort i Mexiko.   Den ligger i kommunen Copala och delstaten Guerrero, i den södra delen av landet, 300 km söder om huvudstaden Mexico City. Comunidad General Enrique Rodríguez El Campamento ligger 19 meter över havet och antalet invånare är 254.
Terrängen runt Comunidad General Enrique Rodríguez El Campamento är platt. Runt Comunidad General Enrique Rodríguez El Campamento är det ganska glesbefolkat, med 34 invånare per kvadratkilometer. Närmaste större samhälle är Marquelia, 2,0 km söder om Comunidad General Enrique Rodríguez El Campamento. Omgivningarna runt Comunidad General Enrique Rodríguez El Campamento är en mosaik av jordbruksmark och naturlig växtlighet.